# سرود ملی (ترانه لانا دل ری)
«سرود ملی» (به انگلیسی: National Anthem) ترانه‌ای توسط لانا دل ری خواننده و ترانه‌سرای اهل ایالات متحده آمریکا از دومین آلبوم استودیویی زاده‌شده برای مردن وی است که در ۶ ژوئیه ۲۰۱۲ بعنوان پنجمین تک‌آهنگ آلبوم از طریق اینتراسکوپ رکوردز منتشر شد. نماهنگ سرود ملی نخستین‌بار در ۲۷ ژوئن ۲۰۱۲ انتشار یافت. نماهنگ توسط انثنی مندلر کارگردانی شد. در این نماهنگ، لانا دل ری را بعنوان مریلین مونرو و ژاکلین کندی و آساپ راکی را بعنوان جان اف. کندی به تصویر می‌کشد، و ترور جان اف کندی را توصیف می‌کند. تفسیر انتقادی همراه با ترانه و ویدئو.

## ترکیب‌بندی
در ترانه، لانا دل ری می‌خواند: «بهم بگو که من سرود ملی توئم / قرمز، سفید و آبی توی آسمونن، تابستون شده و عزیزم بهشت
توی چشم‌های توئه» مقدمه نمایان تفسیری کلاسیک از «تولدت مبارک، آقای رئیس‌جمهور» بعنوان اجرا کننده توسط مریلین مونرو است.
بر خلاف دیگر ترانه‌های آلبوم زاده‌شده برای مردن، دل ری از روش آلترناتیو رپ، بیت هیپ هاپ و هیوی باس لاینز، همانند «خاموش را به رقابت» و «از مشروب پرهیز کن» بکار گرفته‌است.

## نماهنگ
نماهنگ «سرود ملی» توسط انثنی مندلر در مه ۲۰۱۲ کارگردانی شد و در ۲۷ ژوئن ۲۰۱۲ منتشر شد.
در آغاز لانا دل ری بعنوان مریلین مونرو در یک اجرای مجدد از اجرای ۱۹۶۲ مونرو در «تولدت مبارک، آقای رئیس‌جمهور» شروع می‌شود. در ادامه نماهنگ، لانا دل ری را بعنوان ژاکلین کندی و آساپ راکی را بعنوان جان اف. کندی به تصویر می‌کشد. در پایان نماهنگ با اجرای مجدد فیلم ننگین «زپرودر» ترور جان اف کندی را نمایش می‌دهد و لانا دل ری یک مونولوگ را بعنوان ژاکلین کندی در باب خود و روابط کندی می‌خواند.
در ژانویه ۲۰۱۵، مجلهٔ بیلبورد نماهنگ «سرود ملی» را بعنوان یکی از «۲۰ نماهنگ برتر دهه ۲۰۱۰ (میلادی)» نامید.

## فهرست آهنگ

### آلبوم چند آهنگهبارگیری دیجیتال[۹]
1. «سرود ملی» – ۳:۵۰
2. «سرود ملی» (رمیکس ادیت فرد فک) – ۳:۴۶
3. «سرود ملی» (رمیکس تنسنیک) – ۳:۴۳
4. «سرود ملی» (رمیکس افترلایف) – ۳:۴۸

### تصویر وینیل[۱۰]
1. «سرود ملی» – ۳:۵۰
2. «سرود ملی» (رمیکس برتون) – ۵:۲۳

## همکاران
- لانا دل ری – خواننده، ترانه‌سرا
- دیوید اسندن – ترانه‌سرا، سازنده آواز
- جاستین پارکر – ترانه‌سرا
- امیل هینی – تهیه‌کننده موسیقی، طبل، ساز شستی‌دار
- جف بَسکر – تهیه‌کننده اضافی، ساز شستی‌دار اضافی، گیتار
- جیمز بائر ماین، دیوید اسندن، امیلی باوئر ماین – خوانندهٔ پس‌زمینه
- لری گلد، دن هیت – رهبر ارکستر، String Arrangement
- استیو تیرپک – String Assistance
- مانی مارروکوین – آمیختن صدا
- اریک مادرید، کریس گالاند – دستیار آمیختن صدا

## نمودار
| نمودار (۲۰۱۲)                               | اوج جایگاه |
| ------------------------------------------- | ---------- |
| ایالات متحده آمریکا ترانه‌های راک (بیلبورد)  | ۳۷         |
| بلژیک (آلتراتاپ فلاندرز)                    | ۴۰         |
| جدول تک‌آهنگ‌های بریتانیا (شرکت آفیشال چارتس) | ۹۲         |
| فرانسه (سندیکای ملی انتشارات صوتی‌تصویری)    | ۱۵۲        |

## جوایز
| سال  | مراسم اعطای جوایز           | جایزه                             | نتایج    |
| ---- | --------------------------- | --------------------------------- | -------- |
| ۲۰۱۲ | جوایز موزیک ویدئوی بریتانیا | بهترین ویدئوی پاپ - بین‌المللی     | نامزدشده |
| ۲۰۱۲ | جوایز موزیک ویدئوی بریتانیا | بهترین ظاهر طراحی شده در یک ویدیو | نامزدشده |

## تاریخچه انتشار
| کشور     | تاریخ        | قالب                             | ناشر                  |
| -------- | ------------ | -------------------------------- | --------------------- |
| ایرلند   | ۶ ژوئیه ۲۰۱۲ | دانلود دیجیتالی - آلبوم چندآهنگه | یونیورسال میوزیک گروپ |
| بریتانیا | ۶ ژوئیه ۲۰۱۲ | دانلود دیجیتالی - آلبوم چندآهنگه | پالیدور رکوردز        |
| بریتانیا | ۹ ژوئیه ۲۰۱۲ | نسخه محدود دیسک دارای جلد        | پالیدور رکوردز        |